# アップルズジェイド
アップルズジェイド (英:Apple's Jade) は、フランス・イギリスの競走馬である。

## 戦績

### 2015/16シーズン
2015年5月にフランスのヴィシー競馬場のハードル戦でデビュー。4頭立てのレースで22倍とブービー人気ではあったものの低評価を覆し勝利を決める。その後は休養に入るとその年の10月にアイルランドの名伯楽として数多くの名ジャンパーを育て上げたウィリー・マリンズ厩舎へと移籍、またこの時に馬主も同じくアイルランドで多くの強豪障害馬を所有しているジギンスタウン・ホース・スタッドにトレードされる。
主戦場をアイルランドへと移したアップルズジェイドは移籍から僅か5日後にレパーズタウン競馬場で行われたナイトフランクジュベナイルハードルに出走。ゴール直前で前を行くジェーズガールを差し切り連勝。重賞初制覇を移籍初戦で成し遂げた。
2016年の始動戦はチェルトナム競馬場で行われるトライアンフハードル。G1初挑戦となったこの一戦はイヴァノヴィチゴルバドフの2着に敗れ、初の黒星を喫してしまう。しかし4月にエイントリー競馬場で行われたアニバーサリー4歳ノービスハードルでオッズ4倍に推されると前走で土をつけられたイヴァノヴィチゴルバドフを相手に快勝、G1初制覇を飾ると続くチャンピオンフォーイヤーオールドハードルも制し、G1連勝の勢いのまま15/16シーズンを締めくくった。

### 2016/17シーズン
その年の10月にゴードン・エリオット厩舎への転厩が発表され、再度アップルズジェイドは転厩することになった。転厩初戦、2戦目と共に2着と敗れたがハットンスグレイスハードルを楽勝。再度のG1制覇を成し遂げると休養に入り、年明け初戦となった2月のリステッド戦でかつて自身を管理していたマリンズ師の管理馬リミニの2着に敗れる。次走にはチェルトナムフェスティバル開催のディックニコルソンマレスハードルに出走。人気こそリミニに譲ったものの、最後の攻防でリミニとブルーンブルーンマグとの激しい競り合いを最後の最後で制した。なお1番人気に推されたリミニは3着であった。その後もG1マレスチャンピオンハードルも圧倒的人気に応え制覇し、充実の16/17シーズンを締めくくった。

### 2017/18シーズン
2017/18シーズンの始動戦を勝利し、続くハットンスグレイスハードルをも制し連覇達成。クリスマスハードルではゴール寸前のところでスーパーサンデーを差し切り優勝した。2018年に入り昨年勝利を収めているディックニコルソンマレスハードル、マレスチャンピオンハードルと人気に推されるものの共に3着に敗れてしまった。

### 2018/19シーズン
2018/19シーズンは17年にも勝利しているリスマレンハードルから始動し完勝、このレース連覇を達成すると続くハットンスグレイスハードルを3連覇、クリスマスハードルを連覇と連勝。2019年初戦となったアイリッシュチャンピオンハードルで後続を寄せ付けない圧勝を見せた。当初は17、18年と出走しているディックニコルソンマレスハードルへの出走を予定していたが、陣営はチャンピオンハードルへの出走を決めた。
本番のチャンピオンハードルでは上がり馬のローリーナと前年の覇者ブヴールデアーとの3強対決が期待され、オッズもこの3頭が抜けた支持に推される。しかしアップルズジェイドは中盤から手応えが無くなり過去最低の6着に終わった。なおレース自体は伏兵に甘んじていたエスポワールダレンが快勝、人気に推されていたブヴールデアーは落馬で競走中止、ローリーナも大敗、2着3着と人気薄が入り3強が揃って全滅したため大荒れのレースとなった。アップルズジェイドはレース後に受けた検査の結果、気道感染を患っていたことが判明した。

## エピソード
2019年のチャンピオンハードルの際、アップルズジェイドの単勝に10万ポンドの大口投票が発生。またローリーナにも10万ポンド、ブヴールデアーには8万5000ポンドの大口投票が発生した。なお結果は3頭とも大敗（ブヴールデアーは落馬）したため、的中しなかった。

## 血統表
| アップルズジェイドの血統                | アップルズジェイドの血統       | アップルズジェイドの血統 | （血統表の出典） | （血統表の出典） |
| 父 Saddler Maker 1998 鹿毛 アイルランド | 父の父Sadler's Wells 1981 鹿毛 | Northern Dancer          | Nearctic         | Nearctic         |
| 父 Saddler Maker 1998 鹿毛 アイルランド | 父の父Sadler's Wells 1981 鹿毛 | Northern Dancer          | Natalma          |                  |
| 父 Saddler Maker 1998 鹿毛 アイルランド | 父の父Sadler's Wells 1981 鹿毛 | Fairy Bridge             | Bold Reason      | Bold Reason      |
| 父 Saddler Maker 1998 鹿毛 アイルランド | 父の父Sadler's Wells 1981 鹿毛 | Fairy Bridge             | Special          |                  |
| 父 Saddler Maker 1998 鹿毛 アイルランド | 父の母Animatrice 1985 鹿毛     | Alleged                  | Hoist the Flag   | Hoist the Flag   |
| 父 Saddler Maker 1998 鹿毛 アイルランド | 父の母Animatrice 1985 鹿毛     | Alleged                  | Princess Pout    |                  |
| 父 Saddler Maker 1998 鹿毛 アイルランド | 父の母Animatrice 1985 鹿毛     | Alexandrie               | Val de l'Orne    | Val de l'Orne    |
| 父 Saddler Maker 1998 鹿毛 アイルランド | 父の母Animatrice 1985 鹿毛     | Alexandrie               | Apachee          |                  |
| 母 Apple's for Ever 2000 鹿毛 フランス  | 母の父Nikos 1981 鹿毛          | Nonoalco                 | Nearctic         | Nearctic         |
| 母 Apple's for Ever 2000 鹿毛 フランス  | 母の父Nikos 1981 鹿毛          | Nonoalco                 | Seximee          |                  |
| 母 Apple's for Ever 2000 鹿毛 フランス  | 母の父Nikos 1981 鹿毛          | No No Nanette            | Sovereign Path   | Sovereign Path   |
| 母 Apple's for Ever 2000 鹿毛 フランス  | 母の父Nikos 1981 鹿毛          | No No Nanette            | Nuclea           |                  |
| 母 Apple's for Ever 2000 鹿毛 フランス  | 母の母Apple's Girl 1989 鹿毛   | Le Pontet                | Succes           | Succes           |
| 母 Apple's for Ever 2000 鹿毛 フランス  | 母の母Apple's Girl 1989 鹿毛   | Le Pontet                | Arielle          |                  |
| 母 Apple's for Ever 2000 鹿毛 フランス  | 母の母Apple's Girl 1989 鹿毛   | Silver Girl              | Son of Silver    | Son of Silver    |
| 母 Apple's for Ever 2000 鹿毛 フランス  | 母の母Apple's Girl 1989 鹿毛   | Silver Girl              | Out Best         |                  |
| 5代内の近親交配                         | Nearctic 4×4                   | Nearctic 4×4             | Nearctic 4×4     | [ § 2 ]          |
| 出典                                    | 1. 2.                          | 1. 2.                    | 1. 2.            | 1. 2.            |